# 1943年の政治
1943年の政治（1943ねんのせいじ）では、1943年（昭和18年）の政治分野に関する出来事について記述する。

## できごと

### 1月
- 1月1日 - 中野正剛の「戦時宰相論」を掲載した朝日新聞が発禁となる。
- 1月14日 - フランクリン・ルーズベルト米大統領とウィンストン・チャーチル英首相によるカサブランカ会談が開催（24日まで）。
- 1月15日 - アメリカ国防総省のオフィス、ペンタゴンが供用開始。

### 2月
- 2月1日 - 日本軍、ガダルカナル島からの撤退を開始。
- 2月2日 - スターリングラード攻防戦でドイツ第6軍（司令官、フリードリヒ・パウルス元帥）がソ連軍に降伏。
- 2月11日 - アメリカ軍のドワイト・D・アイゼンハワー将軍がヨーロッパにおける連合軍の司令官に任命。
- 2月18日 - ゲッベルス独宣伝相がベルリンのシュポルトパラストで行った演説で総力戦を宣言（総力戦演説）。

### 3月
- 3月2日 - 兵役法改正公布（8月1日施行）。
- 3月18日 - 首相の権限強化などを含む戦時行政特例法、戦時行政職権特例等公布・施行。

### 4月
- 4月18日 - 山本五十六連合艦隊司令長官が戦死（海軍甲事件）。
- 4月19日 - ワルシャワ・ゲットー蜂起勃発。

### 5月
- 5月15日 - ヨシフ・スターリンの指示によりコミンテルン（第3インターナショナル）が解散。
- 5月21日 - 大本営が山本五十六の戦死を発表。
- 5月29日 - 日本軍、アッツ島で玉砕。
- 5月31日 - 御前会議、大東亜政略指導大綱を決定。

### 6月
- 6月1日 - 東京都制公布。
- 6月5日 - 日比谷公園にて山本五十六元帥の国葬。
- 6月15日 - 第82臨時議会召集。
- 6月25日 - 学徒戦時動員体制確立要綱決定。

### 7月
- 7月1日 - 東京都制実施。
  - クルスクの戦い始まる。
  - 8機のB-25が日本本土（幌筵島）へ初空襲。
- 7月25日 - イタリアでムッソリーニ統領が失脚、ピエトロ・バドリオ元帥が首相就任。

### 8月
- 8月27日 - クルスクの戦いが終わり、ソ連軍がドイツ軍に対して大打撃を与える。

### 9月
- 9月6日 - 中野正剛と東條内閣倒閣に動いた三田村武夫衆議院議員が逮捕。
- 9月8日 - イタリア、連合国軍に無条件降伏。
- 9月8日 - 御前会議、今後採るべき戦争指導の大綱決定。
- 9月23日 - イタリア社会共和国が成立。

### 10月
- 10月11日
  - 東京都議会第1回臨時会開催。
  - 日本のフィリピンにおける軍政が撤廃。
- 10月13日 - イタリアのバドリオ政権、連合国側に立ってドイツに宣戦布告。
- 10月14日 - フィリピン第二共和国成立。
- 10月21日
  - 中野正剛、倒閣運動容疑で憲兵隊に逮捕される。中野のほか、東方同志会他3団体の幹部百数十名を検挙。
  - 日本の支援でスバス・チャンドラ・ボースが自由インド仮政府の成立を宣言し、自らが国家主席兼首相に就任。
- 10月25日
  - 第83臨時議会召集。
  - 中野正剛、釈放される。
- 10月26日 - 中野正剛、割腹自殺。

### 11月
- 11月1日 - 鉄道省と逓信省が改組により運輸通信省発足。商工省と農林省を廃止し、軍需省と農商省発足。軍需大臣は東條英機首相が兼任。
- 11月22日
  - カイロ会談。
  - レバノンがフランスから独立。

### 12月
- 12月21日 - 政府、都市疎開実施要綱を発表。
- 12月24日 - 第84議会召集。